# Giuseppe Forlivesi
Giuseppe Forlivesi (San Cassiano, 28 marzo 1894 – Roma, 3 gennaio 1971) è stato un allenatore di calcio e calciatore italiano, di ruolo centrocampista o attaccante.

## Carriera

### Club
Ala sinistra, ha debuttato nell'Hellas Verona, nel campionato di Prima Categoria 1911-1912.
All'inizio della stagione 1914-1915 si è trasferito al Modena, con la cui maglia ha giocato per 13 anni, disputando in totale 118 gare e mettendo a segno 44 reti. L'ultima partita risale al 13 marzo 1927, Modena-Napoli (1-0).
Nella stagione 1923-1924 arrivò tra i migliori 20 cannonieri del campionato, secondo della squadra, in un girone che comprendeva Genoa (che avrebbe poi vinto il campionato), Inter e Juventus.

### Nazionale
Ha collezionato 10 presenze con la Nazionale italiana, debuttando il 13 maggio 1920 a Genova nella partita contro l'Olanda conclusasi sull'1-1, mentre l'ultima gara è datata 18 giugno 1925, a Lisbona contro il Portogallo, vittorioso per 1-0. Ha messo a segno due reti: quella del 2-2 il 5 maggio 1921 ad Anversa contro il Belgio, poi battuto per 3-2, e quella iniziale contro l'Olanda tre giorni dopo ad Amsterdam, dove l'Italia subì una rimonta fino al 2-2 dopo essere stata in vantaggio fino all'85' per 2-0.
Partecipò inoltre alle Olimpiadi estive del 1920 con la Nazionale di calcio, dove giocò 2 partite.

## Statistiche

### Cronologia presenze e reti in Nazionale
| Cronologia completa delle presenze e delle reti in nazionale ― Italia | Cronologia completa delle presenze e delle reti in nazionale ― Italia | Cronologia completa delle presenze e delle reti in nazionale ― Italia | Cronologia completa delle presenze e delle reti in nazionale ― Italia | Cronologia completa delle presenze e delle reti in nazionale ― Italia | Cronologia completa delle presenze e delle reti in nazionale ― Italia | Cronologia completa delle presenze e delle reti in nazionale ― Italia | Cronologia completa delle presenze e delle reti in nazionale ― Italia |
| Data                                                                  | Città                                                                 | In casa                                                               | Risultato                                                             | Ospiti                                                                | Competizione                                                          | Reti                                                                  | Note                                                                  |
| --------------------------------------------------------------------- | --------------------------------------------------------------------- | --------------------------------------------------------------------- | --------------------------------------------------------------------- | --------------------------------------------------------------------- | --------------------------------------------------------------------- | --------------------------------------------------------------------- | --------------------------------------------------------------------- |
| 13-5-1920                                                             | Genova                                                                | Italia                                                                | 1 – 1                                                                 | Paesi Bassi                                                           | Amichevole                                                            | -                                                                     |                                                                       |
| 28-8-1920                                                             | Gand                                                                  | Egitto                                                                | 1 – 2                                                                 | Italia                                                                | Olimpiadi 1920                                                        | -                                                                     |                                                                       |
| 31-8-1920                                                             | Anversa                                                               | Norvegia                                                              | 1 – 2 dts                                                             | Italia                                                                | Olimpiadi 1920                                                        | -                                                                     |                                                                       |
| 5-5-1921                                                              | Anversa                                                               | Belgio                                                                | 2 – 3                                                                 | Italia                                                                | Amichevole                                                            | 1                                                                     |                                                                       |
| 8-5-1921                                                              | Amsterdam                                                             | Paesi Bassi                                                           | 2 – 2                                                                 | Italia                                                                | Amichevole                                                            | 1                                                                     |                                                                       |
| 15-1-1922                                                             | Milano                                                                | Italia                                                                | 3 – 3                                                                 | Austria                                                               | Amichevole                                                            | -                                                                     |                                                                       |
| 21-5-1922                                                             | Milano                                                                | Italia                                                                | 4 – 2                                                                 | Belgio                                                                | Amichevole                                                            | -                                                                     |                                                                       |
| 3-12-1922                                                             | Bologna                                                               | Italia                                                                | 2 – 2                                                                 | Svizzera                                                              | Amichevole                                                            | -                                                                     |                                                                       |
| 14-6-1925                                                             | Valencia                                                              | Spagna                                                                | 1 – 0                                                                 | Italia                                                                | Amichevole                                                            | -                                                                     |                                                                       |
| 18-6-1925                                                             | Lisbona                                                               | Portogallo                                                            | 1 – 0                                                                 | Italia                                                                | Amichevole                                                            | -                                                                     |                                                                       |
| Totale                                                                |                                                                       | Presenze                                                              | 10                                                                    |                                                                       | Reti                                                                  | 2                                                                     |                                                                       |